# UFC Fight Night: Rockhold vs. Branch
UFC Fight Night: Rockhold vs. Branch（ユーエフシー・ファイトナイト：ロックホールド・バーサス・ブランチ、別名UFC Fight Night 116）は、アメリカ合衆国の総合格闘技団体「UFC」の大会の一つ。2017年9月16日、ペンシルベニア州ピッツバーグのPPGペインツ・アリーナで開催された。

## 大会概要
本大会ではルーク・ロックホールドとデヴィッド・ブランチによるミドル級戦が組まれた。

## 試合結果

### プレリミナリーカード
第1試合 ライト級 5分3R
○  ギルバート・バーンズ vs.  ジェイソン・サッゴ ×
2R 4:55 KO（右ストレート）
第2試合 ミドル級 5分3R
○  ユライア・ホール vs.  クリストフ・ヨトゥコ ×
2R 2:25 KO（パウンド）
第3試合 ヘビー級 5分3R
○  ダニエル・スピッツ vs.  アンソニー・ハミルトン ×
1R 0:24 TKO（パウンド）
第4試合 ライト級 5分3R
○  オリビエ・オービン＝メルシエ vs.  トニー・マーティン ×
3R終了 判定2-1（28-29、29-28、29-28）

### メインカード
第5試合 ヘビー級 5分3R
○  ジャスティン・レデット vs.  ズー・アンヤンウー ×
3R終了 判定2-1（28-29、29-28、29-28）
第6試合 ウェルター級 5分3R
○  カマル・ウスマン vs.  セルジオ・モラエス ×
1R 2:48 KO（右ストレート）
第7試合 ライト級 5分3R
○  グレゴール・ガレスピー vs.  ジェイソン・ゴンザレス ×
2R 2:11 肩固め
第8試合 ミドル級 5分3R
○  アンソニー・スミス vs.  ヘクター・ロンバート ×
3R 2:33 TKO（右ストレート）
第9試合 ウェルター級 5分3R
○  マイク・ペリー vs.  アレックス・レイエス ×
1R 1:19 KO（ヒザ蹴り）
第10試合 ミドル級 5分5R
○  ルーク・ロックホールド vs.  デヴィッド・ブランチ ×
2R 4:05 パウンド

### 各賞
ファイト・オブ・ザ・ナイト： グレゴール・ガレスピー vs. ジェイソン・ゴンザレス
パフォーマンス・オブ・ザ・ナイト： マイク・ペリー、ユライア・ホール
各選手にはボーナスとして5万ドルが授与された。